# Liste der Fußballvereine Osttimors
Die Liste der Fußballvereine Osttimors führt die Fußballvereine auf, die von der Liga Futebol Amadora (LFA) registriert sind, dem nationalen Ligenverband. Dies sind mindestens alle 18 Vereine der LFA Primeira Divisão (1. Liga) und LFA Segunda Divisão (2. Liga) der Saison 2023 sowie weitere 21 Vereine, die seit Gründung der Liga im Jahr 2016 am Spielbetrieb der höchsten beiden Spielklassen teilgenommen haben.

## Primeira Divisão
Die Mannschaften der Saison 2023:
| Verein                  | Beheimatet in   |
| ----------------------- | --------------- |
| Académica FC            | Dili            |
| Aitana FC               | Dili            |
| AS Ponta Leste          | Dili            |
| Assalam FC              | Dili            |
| Atlético Ultramar       | Manatuto        |
| Emmanuel FC             | Dili            |
| FC Lalenok United       | Dili            |
| FC Porto Taibesse       | Dili            |
| Karketu Dili            | Dili            |
| Sport Laulara e Benfica | Laulara (Aileu) |

## Segunda Divisão
Die Mannschaften der Saison 2023:
| Team                            | Beheimatet in   |
| ------------------------------- | --------------- |
| AS Marca FC                     | Dili            |
| Dili Institute of Technology FC | Dili            |
| FC Estudante Fitun Lorosae      | Dili            |
| FC Lica-Lica Lemorai            | Viqueque        |
| FC Nagardjo                     | Dili            |
| FC Zebra                        | Baucau          |
| Kablaki FC                      | Same (Manufahi) |
| Santa Cruz Futebol Clube Dili   | Dili            |

## Weitere registrierte Vereine
Insgesamt 21 weitere Vereine haben seit Einführung der Liga Futebol Amadora Primeira Divisão 2016 am Spielbetrieb der höchsten beiden Spielklassen oder an deren Qualifikationsrunden teilgenommen:
| Verein                                                   | Beheimatet in     |
| -------------------------------------------------------- | ----------------- |
| AC Mamura                                                | Dili              |
| AD Maubisse                                              | Maubisse (Ainaro) |
| ADR União de Timor                                       | Dili              |
| AS Inur Transforma                                       | Dili              |
| AS Lero                                                  | Iliomar (Lautém)  |
| Boavista Futebol Clube Timor-Leste (bis 2018: Carsae FC) | Dili              |
| Cacusan CF                                               | Dili              |
| FC Aimo                                                  | Same (Manufahi)   |
| FC Café                                                  | Ermera            |
| FC Irmãos Unidos                                         | Luro (Lautém)     |
| FC LA Matebian                                           | Quelicai (Baucau) |
| FC Leopa                                                 | Liquiçá           |
| FC Lero                                                  | Iliomar (Lautém)  |
| Karau Fuik FC                                            | Viqueque          |
| Kuda Ulun FC                                             | Bobonaro          |
| Laleia United FC                                         | Laleia (Manatuto) |
| Liquiçá FC                                               | Liquiçá           |
| Sporting Clube de Timor                                  | Dili              |
| Sport Dili e Benfica                                     | Dili              |
| União Tokodede                                           | Liquiçá           |
| YMCA FC                                                  | Dili              |